# Henk Timmer (nogometaš)
Hendrik »Henk« Timmer, nizozemski nogometaš, * 3. december 1971, Hierden, Nizozemska.
Timmer je nekdanji nogometni vratar in član nizozemske nogometne reprezentance.